# Ruslán Beljoróyev
Ruslán Kuréishevich Beljoróyev –en ruso, Руслан Курейшевич Белхороев– (22 de marzo de 1987) es un deportista ruso que compitió en lucha grecorromana. Ganó una medalla de bronce en el Campeonato Europeo de Lucha de 2008, en la categoría de 66 kg.

## Palmarés internacional
| Campeonato Europeo | Campeonato Europeo  | Campeonato Europeo | Campeonato Europeo |
| Año                | Lugar               | Medalla            | Categoría          |
| ------------------ | ------------------- | ------------------ | ------------------ |
| 2008               | Tampere (Finlandia) | Medalla de bronce  | 66 kg              |